# Liste der Bodendenkmale in Breddin
Die Liste der Bodendenkmale in Breddin enthält alle Bodendenkmale der brandenburgischen Gemeinde Breddin und ihrer Ortsteile auf der Grundlage der Landesdenkmalliste vom 31. Dezember 2020.
Die Baudenkmale sind in der Liste der Baudenkmale in Breddin aufgeführt.
| Gemarkung      | Flur | Kurzansprache                                                       | Bodendenkmalnummer | Bemerkung | Bild |
| -------------- | ---- | ------------------------------------------------------------------- | ------------------ | --------- | ---- |
| Breddin (Lage) | 2, 5 | Gräberfeld Bronzezeit, Gräberfeld Eisenzeit, Einzelfund Neolithikum | 100544             |           |      |
| Breddin (Lage) | 2    | Siedlung Eisenzeit                                                  | 100545             |           |      |
| Breddin (Lage) | 3    | Siedlung Bronzezeit                                                 | 100551             |           |      |